# Les Belles-sœurs (téléfilm)
Ne doit pas être confondu avec Les Belles-Sœurs.

Les Belles-sœurs est un téléfilm français réalisé par Gabriel Aghion, tiré d'une pièce de théâtre d'Éric Assous et diffusé le 26 avril 2011 sur France 3.

## Synopsis
Pendant la pendaison de crémaillère organisée par Nicole, où sont invités tous ses beaux-frères et leurs femmes, la soirée tourne à la suspicion autour de Talia, l'assistante de son mari, qui semble être connue de tous les beaux-frères.

## Fiche technique
- Réalisation : Gabriel Aghion
- Scénario : Éric Assous[1], d'après la pièce de théâtre d'Éric Assous
- Société de production : France Télévisions
- Durée : 90 minutes
- Genre : Comédie dramatique[2]
- Date de diffusion : 26 avril 2011 sur France 3

## Lieu de tournage
Le Taillan-Médoc (33320), dans le quartier de Ginouilhac.

## Distribution
- Véronique Boulanger : Nicole
- Romane Portail : Talia
- Artus de Penguern : Francky
- Sabine Haudepin : Mathilde
- Didier Flamand : Yvan
- Évelyne Bouix : Christelle
- Samuel Labarthe : David

## Critiques
- Télé Loisirs :  « La vacuité du scénario donne lieu à une série d'intrigues lourdes, prévisibles et sans aucun intérêt »[2]

- Télérama : « une bonne adaptation de la pièce d'Éric Assous, complètement désopilante »[réf. souhaitée].